# Мортен Веланд
Мортен Веланд (англ. Morten Veland; нар. 4 грудня 1977; Ставангер, Норвегія) — норвезький мульти-інструменталіст, композитор, автор пісень та музичний продюсер. Був одним із засновників норвезького готик-метал-гурту Tristania та засновник гуртів Sirenia та Mortemia. Станом на кінець 2018 року гурт Sirenia випустив 9 студійних альбоми.

## Життєпис

### Раннє життя
Мортен Веланд народився 4 грудня 1977 у норвезькому місті Ставангер. У 14-річному віці почав збирати гроші, аби купити свою першу електрогітару. Запирався у себе в кімнаті, аби день і ніч практикуватися у грі на гітарі, а потім на інших інструментах.

## Особисте життя
Разом із дружиною Елейн має одну дочку.

## Дискографія

### Tristania

#### Демо
- Tristania (міні-альбом, 1997)

#### Альбоми
- Widow's Weeds (1998)
- Beyond the Veil (1999)

#### Сингли
- Angina (1999)

#### Концерті альбоми
- Widow's Tour (1999)
- Widow's Tour/Angina (1999)

#### Збірники
- Midwintertears / Angina (2001)
- Midwinter Tears (2005)

#### Музичні відео
- Evenfall (1998)

### Sirenia

#### Демо
- Sirenian Shores (міні-альбом, 2004)

#### Альбоми
- At Sixes and Sevens (2002)
- An Elixir for Existence (2004)
- Nine Destinies and a Downfall (2007)
- The 13th Floor (2009)
- The Enigma of Life (2011)
- Perils of the Deep Blue (2013)
- The Seventh Life Path (2015)
- Dim Days of Dolor (2016)
- Arcane Astral Aeons (2018)
- Riddles, Ruins & Revelations (2021)

#### Сингли
- My Mind's Eye (2007)
- The Path to Decay (2009)
- The End of It All (2011)
- Seven Widows Weep (2013)
- Once My Light (2015)
- The 12th Hour (2016)
- Dim Days of Dolor (2016)

#### Музичні відео
- My Mind's Eye (2007)
- The Other Side (2007)
- The Path to Decay (2009)
- The End of It All (2011)
- Seven Widows Weep (2013)

### Mortemia

#### Альбоми
- Misere Mortem (2010)

#### Музичні відео
- The One I Once Was (2010)